# Jerkholmen
Jerkholmen er en ø i Arendal kommune i Agder fylke i Norge, helt mod syd i kommunen, nær grænsen til Grimstad.
Øen er en del af Raet nationalpark og består for en stor del af morænemasse. Jerkholmen er kvartærgeologisk en del af de store Ra-moræner, der  kan følges fra Finland, over Sverige og langs hele Norge og ind i Rusland. Strukturen fortsætter fra Jerken østover til Merdø og Hove på Tromøy, og vestover gennem Hasseltangen landskabsdbeskyttelsesområde og Søm-Ruakerkilen naturreservat til Fevik i Grimstad kommune.
Jerkholmen er et offentlig sikret friområde ved aftale med private grundejere og har længe været et populært udflugtssted for bådfolket. Holmen har en mindre sandstrand og er tilrettelagt med flydebroer og toiletter. 
Det er flere gravhøje på Jerkholmen. 
Jerken er længe benyttet til græsning for får. Fylkesmannen i det tidligere  Aust-Agder  fylke har iværksat arbejde for at vedligeholde kulturlandskabet på Jerken.